# Карире
Карире (порт. Cariré)  —  муниципалитет в Бразилии, входит в штат Сеара. Составная часть мезорегиона Северо-запад штата Сеара. Входит в экономико-статистический  микрорегион Собрал. Население составляет 19 260 человек на 2006 год. Занимает площадь 756,893 км². Плотность населения — 25,4 чел./км².

## Статистика
- Валовой внутренний продукт на 2003 составляет 30.998.966,00 реалов (данные: Бразильский институт географии и статистики).
- Валовой внутренний продукт на душу населения на 2003 составляет 1.634,54 реалов (данные: Бразильский институт географии и статистики).
- Индекс развития человеческого потенциала на 2000 составляет 0,622 (данные: Программа развития ООН).